# Lista regiunilor din Sachsen
| - Bahratal - Bielatal - Dahlener Heide - Dippoldiswalder Heide - Dresdner Elbtalweitung - Dresdner Heide - Dübener Heide - Elbsandsteingebirge - Elbtalkessel - Elstergebirge - Erzgebirge - Erzgebirgsvorland - Flöhatal - Geyerscher Wald - Gimmlitztal - Großenhainer Pflege - Hirtstein - Kirnitzschtal - Königsbrücker Heide - Königshainer Berge - Königshainer Gebirge - Lausitzer Bergland - Lausitzer Gebirge - Laußnitzer Heide - Leipziger Tieflandsbucht - Linkselbische Täler între Dresda și Meißen - Lößnitz - Lommatzscher Pflege - Meißner Hochland - Mittelsächsisches Hügelland | - Moritzburger Teichgebiet - Mothäuser Heide - Muskauer Heide - Natzschungtal - Niederlausitz - Nordsachsen - Nordsächsisches Heideland - Oberlausitz - Osterland - Osterzgebirge - Ostsachsen - Poisenwald - Rabenauer Grund - Sächsische Schweiz - Sächsisches Elbland - Sächsisches Hügelland - Schönfelder Hochland - Schrammsteine - Striegistal - Seifersdorfer Tal - Spaargebirge - Tharandter Wald - Vogtland - Werdauer Wald - Wermsdorfer Forst - Westerzgebirge - Westsachsen - Zeißigwald - Zellwald - Zittauer Gebirge |